# Ana Maria Baptista Menezes
Ana Maria Baptista Menezes (Pelotas, Rio Grande do Sul) é uma renomada médica e epidemiologista brasileira. Professora titular aposentada na área de Pneumologia e Clínica Médica, ela é também professora permanente do Programa de Pós-Graduação em Epidemiologia da Universidade Federal de Pelotas (UFPel). Seu trabalho tem contribuído significativamente para a saúde pública, tanto no Brasil quanto internacionalmente. É membro da Academia Sul-Rio-Grandense de Medicina.
Em março de 2009, durante a 14ª World Conference on Tobacco or Health, realizada em Mumbai, Índia, Ana Menezes recebeu um prêmio por seu trabalho intitulado "Smoking in Early Adolescence: Evidence from the 1993 Pelotas (Brazil) Birth Cohort Study", originado da pesquisa da coorte dos nascidos vivos em 1993 na cidade de Pelotas. Este estudo destacou a prevalência do tabagismo na adolescência e foi um esforço conjunto dos pesquisadores do PPGE da UFPel.
Ana Menezes figura entre os cem autores mais citados no mundo sobre Doença Pulmonar Obstrutiva Crônica (DPOC), segundo o International Journal of Chronic Obstructive Pulmonary Disease. Ela liderou o Estudo Platino, o primeiro levantamento populacional da América Latina sobre a prevalência de bronquite crônica e enfisema, revelando que a incidência dessas doenças, fortemente associadas ao tabagismo, era quase o dobro das estimativas anteriores.
As pesquisas de Ana Menezes foram essenciais para a Agência Internacional de Pesquisa em Câncer (IARC) da Organização Mundial de Saúde (OMS), ao estabelecer a ligação entre o tabagismo e o câncer, com foco particular em tumores de cabeça e pescoço, além de doenças pulmonares. Recentemente, no Epicovid19-BR, pesquisa sobre a prevalência da Covid-19 no Brasil, Ana Menezes e sua equipe descobriram que as alterações no olfato e paladar são muito comuns em infecções pelo Sars-Cov-2. Eles identificaram esses sintomas como cruciais para ajudar no diagnóstico de casos de coronavírus.
O impacto e a importância científica das pesquisas de Ana Menezes foram reconhecidos pela Embaixada e Consulados dos Estados Unidos no Brasil. Em 2021, ela foi uma das sete brasileiras homenageadas com o prêmio Brazilian Women Making a Difference (Mulheres Brasileiras que Fazem a Diferença).
Atualmente, Ana Menezes coordena o estudo EPICOVID19-RS, conduzido pelo Centro de Pesquisas Epidemiológicas da UFPel. Esse estudo realiza inquéritos sorológicos em 133 cidades brasileiras para estimar a prevalência de casos de coronavírus nos principais centros urbanos do país. Além de determinar o percentual de brasileiros infectados com o SARS-CoV-2, a pesquisa fornece dados sobre a proporção de infecções assintomáticas, os sintomas mais comuns relatados pelos infectados e a velocidade de disseminação do vírus ao longo do tempo.